# Comps (Drôme)
Comps is een gemeente in het Franse departement Drôme (regio Auvergne-Rhône-Alpes) en telt 118 inwoners (1999). De plaats maakt deel uit van het arrondissement Nyons.

## Geografie
De oppervlakte van Comps bedraagt 11,4 km², de bevolkingsdichtheid is 10,4 inwoners per km².

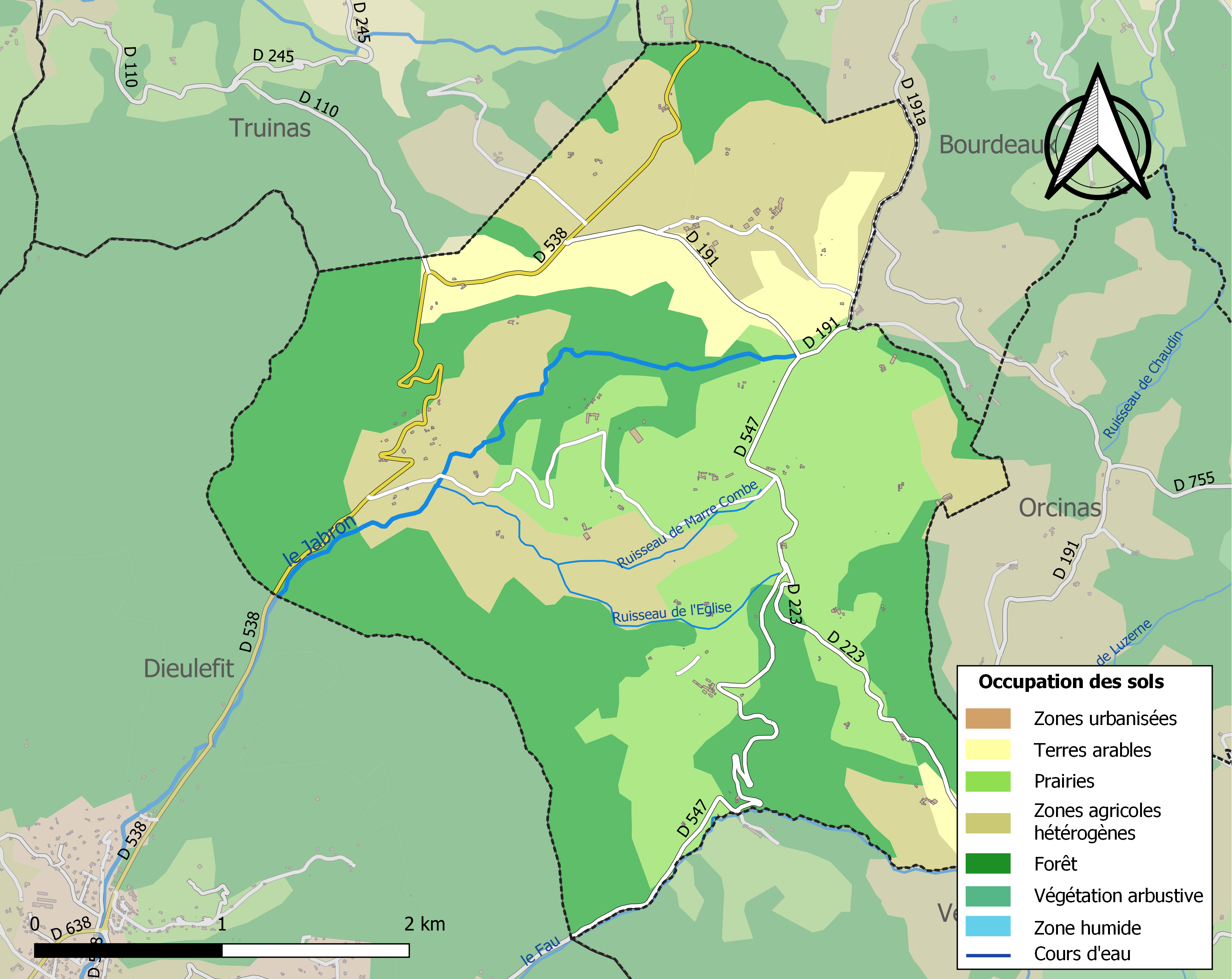
Kaart van de gemeente met belangrijkste infrastructuur, bodemgebruik en omliggende gemeenten

## Demografie
Onderstaande figuur toont het verloop van het inwonertal (bron: INSEE-tellingen).